# Mawlid
Mawlid (arabisk: مَولِد النَّبِي mawlidu n-nabiyyi, dansk: ~ Profetens fødsel, nogen gange anvendes blot den korte form مولد som udtales mawlid, mevlid, mevlit, mulud på forskellige arabiske dialekter. Formerne Ma’uled al-nabi, Mawlid an-Nabi eller Milad al-Nabi findes også) er den muslimske afholdelse af Muhammeds fødselsdag, som ofte fejres på den 12. dag i Rabi 'al-Awwal, den tredje måned i islamiske kalender.
I den muslimske verden, støtter de fleste lærde afholdelsen af Mawlid. De mener at fejringen af Mawlid er nødvendig eller tilladt i islam, og ser det som et prisværdigt begivenhed og positiv udvikling,, mens trosretninger som Wahabisme/Salafisme Deobandi og Ahmadiyya misbilliger fejringen og forbyder festen.
Det er ikke kun profeten Muhammeds mawlid der er tale om, men også andre profeter såsom Adam (fejres hver fredag) og Jesus.[kilde mangler]
I nogle lande, såsom Egypten og Sudan, benyttes ordet Mawlid også som en fællesbetegnelse for fejringen lokale Sufihelgeners fødselsdage og ikke kun begrænset til fejringen af Muhammeds fødsel.
Shiamuslimer og nogle sunnimuslimer fejrer Mawlid med store processioner, hjemme og moskéerne bliver dekoreret; velgørenhed og mad uddeles til fattige; historier om profeten Muhammads liv bliver fortalt af lærde muslimer og børn reciterer af digte. Mindre suni-sekter som Hizb ut-Tahrir insisterer på at fejringen af Mawlid er bid'ah og dermed automatisk ulovligt.